# Phytomyza flavilabris
Phytomyza flavilabris este o specie de muște din genul Phytomyza, familia Agromyzidae, descrisă de Macquart în anul 1835.
Este endemică în Franța. Conform Catalogue of Life specia Phytomyza flavilabris nu are subspecii cunoscute.